# جزيء ميزوني
يطلق اسم الجزيء الميزوني على الجسيم المتكون من اثنين أو أكثر من الميزونات مرتبطة مع بعضها بواسطة القوة النووية القوية، وعلى عكس الجزيئات الباريونية التي تشكل نواة جميع العناصر الطبيعية والمتمثلة بأيون الهيدروجين-1، الجزيء الميزوني لم يتم رصده عملياً، لكن يعتبر كل من الجزيء المرصود عام 2003 المسمى (X(3872 [الإنجليزية] والجزيء (Z(4430 [الإنجليزية] المرصود عام 2007 والمكتشفان من قبل تجربة بيل هما أفضل مرشحين لأن يكونا جزيئات ميزونية.